# ジェイソン・スコットランド
ジェイソン・スコットランド（Jason Kelvin Scotland、1979年2月18日 - ）は、トリニダード・トバゴの元サッカー選手。元トリニダード・トバゴ代表。ポジションはフォワード。

## 来歴
2000年11月にトリニダード・トバゴ代表デビュー。2005 CONCACAFゴールドカップではグループステージ全3試合に出場した。トリニダード・トバゴ史上初の出場となった2006 FIFAワールドカップのメンバーにも選ばれた。2009年までに41試合に出場、8得点をあげた。

## 代表歴

### 出場大会
- トリニダード・トバゴ代表
  - 2006 FIFAワールドカップ

### 試合数
- 国際Aマッチ 41試合 8得点（2000年-2009年）[1]

| トリニダード・トバゴ代表 | 国際Aマッチ | 国際Aマッチ |
| 年                       | 出場        | 得点        |
| ------------------------ | ----------- | ----------- |
| 2000                     | 1           | 0           |
| 2001                     | 2           | 1           |
| 2002                     | 0           | 0           |
| 2003                     | 10          | 2           |
| 2004                     | 4           | 2           |
| 2005                     | 6           | 0           |
| 2006                     | 5           | 0           |
| 2007                     | 0           | 0           |
| 2008                     | 8           | 3           |
| 2009                     | 5           | 0           |
| 通算                     | 41          | 8           |